# Giuseppe Meazza
Giuseppe Meazza, zvaný Peppino nebo také v milánském dialektu jako Peppin (23. srpna 1910, Milán, Italské království – 21. srpna 1979, Lissone, Itálie) byl italský fotbalový útočník a později i trenér.
Je považovaný některými odborníky za nejlepšího italského hráče všech dob. A také byl jedním z prvních fotbalistů, kteří se těšili velké popularitě i mimo hřiště. Celých 14 let hrál za klub FC Inter Milán (dříve Ambrosiana-Inter). Stal se nejlepším střelcem všech dob a vyhrál v Nerazzurri tři tituly (1929/30, 1937/38, 1939/40) a jeden domácí pohár (1938/39). Nejlepším střelcem ligy se stal třikrát (1929/30, 1935/36, 1937/38) a také třikrát na turnaji o středoevropský pohár (1930, 1933, 1936).
S italskou reprezentací se stal mistrem světa na dvou šampionátů (MS 1934 a MS 1938). A stále zůstává druhým nejlepším střelcem reprezentace za Rivou.
Po ukončení fotbalové kariéry se stal trenérem a také pracoval jako novinář. Po jeho smrti, se kluby z Milána 2. března 1980 rozhodli, že bude po něm pojmenován společný stadion na San Siru.

## Hráčská kariéra

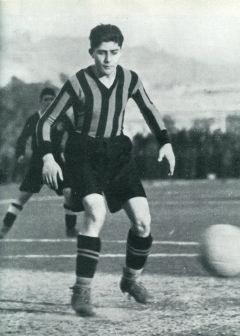
V roce 1927.

### Inter
Ve čtrnácti letech se kvůli malé postavě zbavili činovníci AC Milán a tak zkusil štěstí v jiném městském klubu, v Interu, kde ho vzali do mládežnického týmu. Byl to hráč Fulvio Bernardini, kdo jej objevil a trval na trenérovi Nerazzurri, aby ho začleňoval do prvního týmu. Trenér Árpád Weisz si uvědomil, že má talent. V 16 letech byl chlapec přidán do prvního týmu a o rok později Peppino debutoval za Nerazurri.

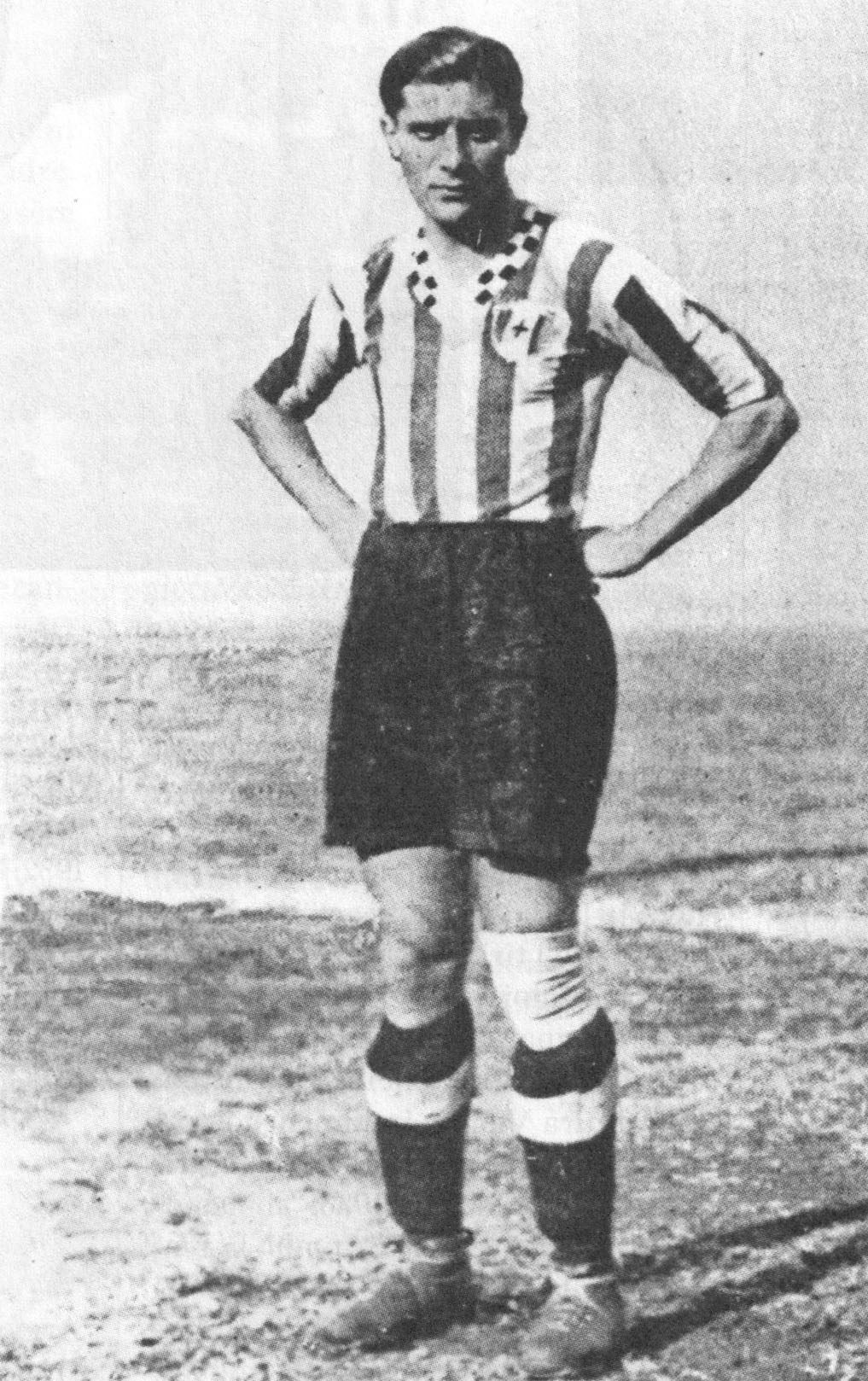
V roce 1930.

Při té příležitosti dostal přezdívku Balilla. Když trenér přečetl formaci v šatně a oznámil přítomnost Peppina v týmu od první minuty, starší hráč Leopoldo Conti sarkasticky zvolal: Teď si zahrajeme i s dětmi!. To byla narážka na operu Nazionale Balilla, která shromáždila všechny děti ve věku od 8 do 14 let, vznikla v roce 1926. Peppin v zápase proti vstřelil tři branky, čímž zajistil vítězství a všem dal najevo, že se zrodila hvězda. "Peppìn" se okamžitě stal městskou hvězdou, která pomohla již v sezoně 1929/30 vyhrát po 10 letech titul. Stal se i nejlepším střelcem s 31 góly. To si zopakoval ještě 1935/36, 1937/38.

### Milán, Juventus a poslední roky

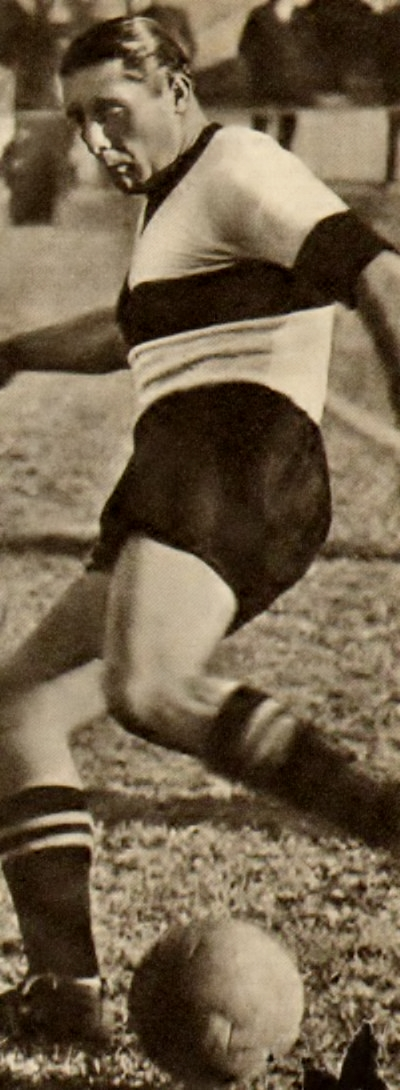
V roce 1941.

Sezona 1938/39 znamenal začátek Peppinova úpadku kvůli zranění. Trpěl okluzi krevních cév v levé noze (takzvaná zmrzlá noha) - která ho pak držela mimo hřiště více než rok. Na podzim roku 1940 se vrátil k fotbalu, tentokrát v dresu rivala AC Milán. Jenže už to nebyl ten mladý střelec z minulých let.
Po dvou sezónách u Rossoneri strávil rok v Juventusu. Poté následoval takzvaný válečný šampionát 1943/44. Hrál za klub Varese. Po válce krátce působil v Atalantě ve kterém také krátce zastával roli trenéra. Fotbalovou kariéru zakončil v sezoně 1946/47 v dresu Nerazzurri.

### Reprezentační

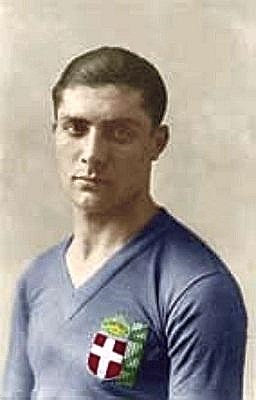
V národním dresu.

V národním týmu debutoval ve svých 20 letech 9. února 1930 proti Švýcarsku (4:2) a vstřelil dvě branky. O tři měsíce později, ve svém čtvrtém startu, učinil svůj první mezinárodní titul italského fotbalu. Pomohl zvítězit nad Maďarskem (5:0) což bylo ve skutečnosti finále prvního MP 1927–1930.
Jeho kariéra v národním týmu byla důležitá. Dovedl Itálii k dobytí prvního titulu na MS 1934, kde vstřelil 4 branky.
Na MS 1938, již byl kapitánem Azzurri. Dovedl reprezentaci k druhému vítězství a přivedl Itálii na vrchol světového fotbalu, který umožňuje si jej pamatovat tento tým jako jeden z nejsilnějších všech dob. Dne 16. června vstřelil v semifinále svůj 33. gól proti Brazílii. Byl to poslední branka za reprezentaci. Branka byla vstřelena z penalty (branka se zapsala do historie tím, že mu prskla guma u trenek a musel si je při kopu držet jednou rukou). Jeho rekord 33 branek za národní tým překonal až v roce 1973 Luigi Riva.

## Trenérská kariéra
Po zkušenostech jako hráč-trenér, které získal v Bergamu a chvilku i v Interu, vedl jako hlavní trenér Aurora Pro Patria 1919|Pro Patrii, poté opět Inter. Byl i v období 1952-1953 součástí technické komise národního týmu po boku trenéra Beretty. Byl také prvním Italem, který vedl zahraniční tým Beşiktaş JK. Později se stal šéfem mládežnického sektoru Interu.

## Statistika

### Klubová
| Sezóna          | Klub             | Liga            | Liga   | Liga | Ligové poháry | Ligové poháry | Ligové poháry | Kontinentální poháry | Kontinentální poháry | Kontinentální poháry | Celkem | Celkem |
| Sezóna          | Klub             | Soutěž          | Zápasy | Góly | Soutěž        | Zápasy        | Góly          | Soutěž               | Zápasy               | Góly                 | Zápasy | Góly   |
| --------------- | ---------------- | --------------- | ------ | ---- | ------------- | ------------- | ------------- | -------------------- | -------------------- | -------------------- | ------ | ------ |
| 1927/28         | Ambrosiana-Inter | 1. divize       | 33     | 12   | -             | 0             | 0             | -                    | 0                    | 0                    | 33     | 12     |
| 1928/29         | Ambrosiana-Inter | 1. divize       | 29     | 33   | -             | 0             | 0             | -                    | 0                    | 0                    | 29     | 33     |
| 1929/30         | Ambrosiana-Inter | Serie A         | 33     | 31   | -             | 0             | 0             | Stř.P                | 6                    | 7                    | 39     | 38     |
| 1930/31         | Ambrosiana-Inter | Serie A         | 34     | 24   | -             | 0             | 0             | -                    | 0                    | 0                    | 34     | 24     |
| 1931/32         | Ambrosiana-Inter | Serie A         | 28     | 21   | -             | 0             | 0             | -                    | 0                    | 0                    | 28     | 21     |
| 1932/33         | Ambrosiana-Inter | Serie A         | 32     | 20   | -             | 0             | 0             | -                    | 0                    | 0                    | 32     | 20     |
| 1933/34         | Ambrosiana-Inter | Serie A         | 32     | 21   | -             | 0             | 0             | Stř.P                | 6                    | 5                    | 38     | 26     |
| 1934/35         | Ambrosiana-Inter | Serie A         | 30     | 18   | -             | 0             | 0             | Stř.P                | 2                    | 3                    | 32     | 21     |
| 1935/36         | Ambrosiana-Inter | Serie A         | 29     | 25   | IP            | 2             | 1             | Stř.P                | 2                    | 2                    | 33     | 28     |
| 1936/37         | Ambrosiana-Inter | Serie A         | 26     | 11   | IP            | 4             | 3             | Stř.P                | 6                    | 10                   | 36     | 24     |
| 1937/38         | Ambrosiana-Inter | Serie A         | 26     | 20   | IP            | 4             | 8             | -                    | 0                    | 0                    | 30     | 28     |
| 1938/39         | Ambrosiana-Inter | Serie A         | 16     | 4    | IP            | 6             | 0             | Stř.P                | 4                    | 2                    | 26     | 6      |
| 1939/40         | Ambrosiana-Inter | Serie A         | 0      | 0    | IP            | 0             | 0             | -                    | 0                    | 0                    | 0      | 0      |
| 1940/41         | Milán            | Serie A         | 14     | 6    | IP            | 1             | 0             | -                    | 0                    | 0                    | 15     | 6      |
| 1941/42         | Milán            | Serie A         | 23     | 3    | IP            | 4             | 2             | -                    | 0                    | 0                    | 27     | 5      |
| Celkem za Milán | Celkem za Milán  | Celkem za Milán | 37     | 9    | -             | 5             | 2             | -                    | 0                    | 0                    | 42     | 11     |
| 1942/43         | Juventus         | Serie A         | 27     | 10   | IP            | 0             | 0             | -                    | 0                    | 0                    | 27     | 10     |
| 1944            | Varese           | Národní divize  | 20     | 7    | -             | 0             | 0             | -                    | 0                    | 0                    | 20     | 7      |
| 1945/46         | Atalanta         | 1. divize       | 14     | 2    | -             | 0             | 0             | -                    | 0                    | 0                    | 14     | 2      |
| 1946/47         | Inter            | Serie A         | 17     | 2    | -             | 0             | 0             | -                    | 0                    | 0                    | 17     | 2      |
| Celkem za Inter | Celkem za Inter  | Celkem za Inter | 365    | 242  | -             | 16            | 12            | -                    | 26                   | 29                   | 407    | 283    |
| Celkem          | Celkem           | Celkem          | 463    | 270  | -             | 21            | 14            | -                    | 26                   | 27                   | 511    | 313    |

### Reprezentační

#### Statistika na velkých turnajích
| Reprezentace | Rok     | Zápasy                | Zápasy | Zápasy         | Zápasy           | Zápasy           | Zápasy       |
| Reprezentace | Rok     | Fáze turnaje          | Datum  | Soupeř         | Odehraných minut | Vstřelené branky | Výsledek     |
| ------------ | ------- | --------------------- | ------ | -------------- | ---------------- | ---------------- | ------------ |
| Itálie       | MS 1934 | 1 kolo                | 27. 5. | USA            | 90               | 1                | 7:1          |
| Itálie       | MS 1934 | Čtvrtfinále – 1 zápas | 31. 5. | Španělsko      | 120              | 0                | 1:1          |
| Itálie       | MS 1934 | Čtvrtfinále – 2 zápas | 1. 6.  | Španělsko      | 90               | 1                | 1:0          |
| Itálie       | MS 1934 | Semifinále            | 3. 6.  | Rakousko       | 90               | 0                | 1:0          |
| Itálie       | MS 1934 | Finále                | 10. 6. | Československo | 120              | 0                | 2:1 v prodl. |
| Itálie       | MS 1938 | 1 kolo                | 5. 6.  | Norsko         | 120              | 0                | 2:1 v prodl. |
| Itálie       | MS 1938 | Čtvrtfinále           | 12. 6. | Francie        | 90               | 0                | 3:1          |
| Itálie       | MS 1938 | Semifinále            | 16. 6. | Brazílie       | 90               | 1                | 2:1          |
| Itálie       | MS 1938 | Finále                | 19. 6. | Maďarsko       | 90               | 0                | 4:2          |

#### Reprezentační branky
| Gól | Datum        | Stadion                                      | Soupeř     | Skóre | Výsledek | Soutěž                              |
| --- | ------------ | -------------------------------------------- | ---------- | ----- | -------- | ----------------------------------- |
| 010 | 9. 2. 1930   | Stadio Nazionale, Řím, Itálie                | Švýcarsko  | 3:2   | 4:2      | Přátelské utkání                    |
| 020 | 9. 2. 1930   | Stadio Nazionale, Řím, Itálie                | Švýcarsko  | 4:2   | 4:2      | Přátelské utkání                    |
| 030 | 2. 3. 1930   | ?, Frankfurt, Německo                        | Německo    | 0:2   | 0:2      | Přátelské utkání                    |
| 040 | 11. 5. 1930  | Üllői úti Stadion, Budapešť, Maďarsko        | Maďarsko   | 0:1   | 0:5      | MP 1927–1930                        |
| 05  | 11. 5. 1930  | Üllői úti Stadion, Budapešť, Maďarsko        | Maďarsko   | 0:2   | 0:5      | MP 1927–1930                        |
| 06  | 11. 5. 1930  | Üllői úti Stadion, Budapešť, Maďarsko        | Maďarsko   | 0:3   | 0:5      | MP 1927–1930                        |
| 07  | 25. 1. 1931  | Stadio Littoriale, Boloňa, Itálie            | Francie    | 1:0   | 5:0      | Přátelské utkání                    |
| 08  | 25. 1. 1931  | Stadio Littoriale, Boloňa, Itálie            | Francie    | 1:0   | 5:0      | Přátelské utkání                    |
| 09  | 25. 1. 1931  | Stadio Littoriale, Boloňa, Itálie            | Francie    | 1:0   | 5:0      | Přátelské utkání                    |
| 010 | 22. 2. 1931  | Stadio San Siro, Milán, Itálie               | Rakousko   | 1:1   | 2:1      | MP 1927–1932                        |
| 011 | 20. 5. 1931  | Stadio Nazionale, Řím, Itálie                | Skotská    | 2:0   | 3:0      | Přátelské utkání                    |
| 012 | 20. 3. 1931  | Ernst-Happel-Stadion, Vídeň, Rakousko        | Rakousko   | 2:1   | 2:1      | MP 1927–1932                        |
| 013 | 27. 11. 1932 | Stadio San Siro, Milán, Itálie               | Maďarsko   | 3:1   | 4:2      | Přátelské utkání                    |
| 014 | 1. 1. 1933   | Stadio Littoriale, Boloňa, Itálie            | Německo    | 1:1   | 3:1      | Přátelské utkání                    |
| 015 | 12. 2. 1933  | Stade du Jubilé, Brusel, Belgie              | Belgie     | 0:1   | 2:3      | Přátelské utkání                    |
| 016 | 12. 2. 1933  | Stade du Jubilé, Brusel, Belgie              | Belgie     | 2:3   | 2:3      | Přátelské utkání                    |
| 017 | 2. 4. 1933   | Stade des Charmilles, Ženeva, Švýcarsko      | Švýcarsko  | 0:3   | 0:3      | MP 1933–1935                        |
| 018 | 3. 12. 1933  | Stadio Giovanni Berta, Florencie, Itálie     | Švýcarsko  | 4:2   | 5:2      | MP 1933–1935                        |
| 019 | 25. 3. 1934  | Stadio San Siro, Milán, Itálie               | Řecko      | 2:0   | 4:0      | Kvalifikace na MS 1934              |
| 020 | 25. 3. 1934  | Stadio San Siro, Milán, Itálie               | Řecko      | 4:0   | 4:0      | Kvalifikace na MS 1934              |
| 021 | 27. 5. 1934  | Stadio Nazionale, Řím, Itálie                | USA        | 7:1   | 7:1      | MS 1934 – 1 kolo                    |
| 022 | 1. 6. 1934   | Stadio Giovanni Berta, Florencie, Itálie     | Španělsko  | 1:0   | 1:0      | MS 1934 – Čtvrtfinále (2 zápas)     |
| 023 | 14. 11. 1934 | Highbury, Londýn, Anglie                     | Anglie     | 3:1   | 3:2      | Přátelské utkání                    |
| 024 | 14. 11. 1934 | Highbury, Londýn, Anglie                     | Anglie     | 3:2   | 3:2      | Přátelské utkání                    |
| 025 | 9. 12. 1934  | Stadio San Siro, Milán, Itálie               | Maďarsko   | 4:2   | 4:2      | Přátelské utkání                    |
| 026 | 17. 2. 1934  | Stadio Nazionale, Řím, Itálie                | Francie    | 1:0   | 2:1      | Přátelské utkání                    |
| 027 | 17. 2. 1934  | Stadio Nazionale, Řím, Itálie                | Francie    | 2:0   | 2:1      | Přátelské utkání                    |
| 028 | 31. 5. 1936  | Hidegkuti Nándor Stadion, Budapešť, Maďarsko | Maďarsko   | 1:2   | 1:2      | Přátelské utkání                    |
| 029 | 25. 10. 1936 | Stadio San Siro, Milán, Itálie               | Švýcarsko  | 1:0   | 4:2      | MP 1936–1938                        |
| 030 | 27. 5. 1937  | Ullevaal Stadion, Oslo, Norsko               | Norsko     | 0:1   | 1:3      | Přátelské utkání                    |
| 031 | 15. 5. 1938  | Stadio San Siro, Milán, Itálie               | Belgie     | 1:1   | 6:1      | Přátelské utkání                    |
| 032 | 22. 5. 1938  | Campo di Via del Piano, Janov, Itálie        | Jugoslávie | 3:0   | 4:0      | Přátelské utkání                    |
| 033 | 16. 6. 1938  | Stade Vélodrome, Marseille, Francie          | Řecko      | 0:2   | 1:2      | Kvalifikace na MS 1938 – Semifinále |

## Úspěchy

### Klubové

#### Národní
- vítěz italské ligy (2x)

Inter: 1929/30, 1937/38, 1939/40
- vítěz italský pohár (1x)

Inter: 1938/39

### Reprezentační
- 2x na MS (1934 - zlato, 1938 - zlato)
- 4x na MP (1927-1930 - zlato, 1931-1932 - stříbro, 1933-1935 - zlato, 1936-1938)

### Individuální
- 3x nejlepší střelec ligy (1929/30, 1935/36, 1937/38)
- 3x nejlepší střelec středoevropského poháru (1930, 1933, 1936)
- 1x nejlepší střelec domácího poháru (1937/38)
- v roce 2011 uveden do síně slávy italského fotbalu.
- v roce 2015 byla na chodníku slávy italského sportu v olympijském parku Foro Italico v Římě, vyhrazená bývalým italským sportovcům, kteří se vyznamenali v mezinárodním sportu, zahrnuta pamětní deska věnovaná Peppinovi.[12][13]

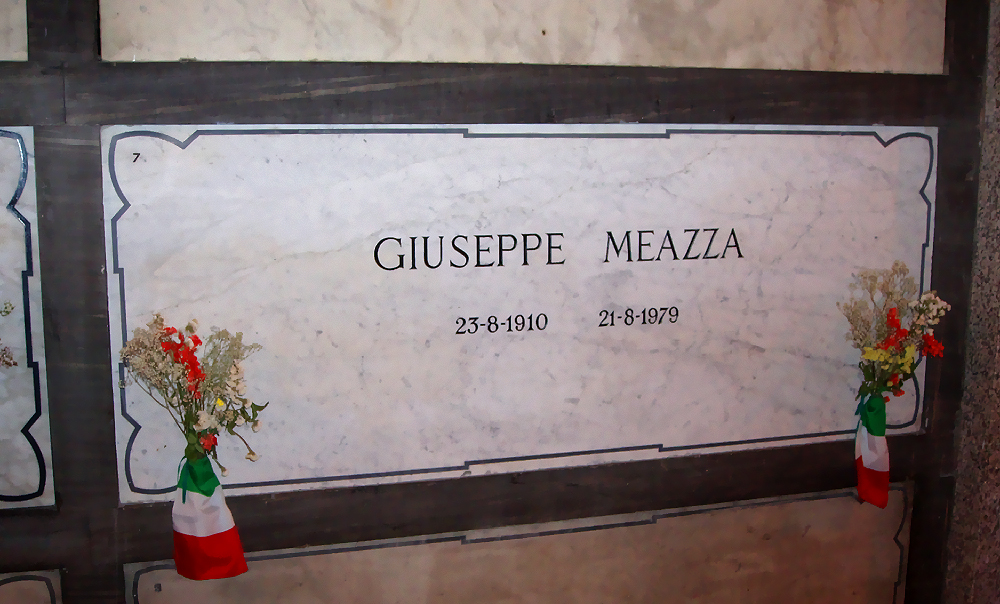
Pamětní deska v Římě.

## Trenérská statistika

### Klubová
| Sezóna               | Klub                 | Liga                 | Liga   | Liga  | Liga   | Liga   | Liga             | Ligové poháry | Ligové poháry | Ligové poháry | Ligové poháry | Ligové poháry | Ligové poháry | Kontinentální poháry | Kontinentální poháry | Kontinentální poháry | Kontinentální poháry | Kontinentální poháry | Kontinentální poháry | Celkem | Celkem | Celkem | Celkem |
| Sezóna               | Klub                 | Soutěž               | Zápasy | Výhry | Remízy | Prohry | Umístění         | Soutěž        | Zápasy        | Výhry         | Remízy        | Prohry        | Úspěch        | Soutěž               | Zápasy               | Výhry                | Remízy               | Prohry               | Úspěch               | Zápasy | Výhry  | Remízy | Prohry |
| -------------------- | -------------------- | -------------------- | ------ | ----- | ------ | ------ | ---------------- | ------------- | ------------- | ------------- | ------------- | ------------- | ------------- | -------------------- | -------------------- | -------------------- | -------------------- | -------------------- | -------------------- | ------ | ------ | ------ | ------ |
| 1945/46              | Atalanta             | 1. divize            | 7      | 2     | 0      | 5      | od pro. do led.  | -             | 0             | 0             | 0             | 0             | -             | -                    | 0                    | 0                    | 0                    | 0                    | -                    | 7      | 2      | 0      | 5      |
| 1947                 | Inter                | Serie A              | 23     | 11    | 4      | 8      | 10. místo        | -             | 0             | 0             | 0             | 0             | -             | -                    | 0                    | 0                    | 0                    | 0                    | -                    | 23     | 11     | 4      | 8      |
| 1947/48              | Inter                | Serie A              | 25     | 11    | 3      | 11     | propuštěn v bře. | -             | 0             | 0             | 0             | 0             | -             | -                    | 0                    | 0                    | 0                    | 0                    | -                    | 25     | 11     | 3      | 11     |
| 1948/49              | Beşiktaş             | 1. liga              | 14     | 11    | 1      | 2      | 2. místo         | -             | 0             | 0             | 0             | 0             | -             | -                    | 0                    | 0                    | 0                    | 0                    | -                    | 14     | 11     | 1      | 2      |
| 1949/50              | Pro Patria           | Serie A              | 38     | 11    | 12     | 15     | 11. místo        | -             | 0             | 0             | 0             | 0             | -             | -                    | 0                    | 0                    | 0                    | 0                    | -                    | 38     | 11     | 12     | 15     |
| 1950/51              | Pro Patria           | Serie A              | 38     | 14    | 6      | 18     | 11. místo        | -             | 0             | 0             | 0             | 0             | -             | -                    | 0                    | 0                    | 0                    | 0                    | -                    | 38     | 14     | 6      | 18     |
| Celkem za Pro Patria | Celkem za Pro Patria | Celkem za Pro Patria | 76     | 25    | 18     | 33     | -                | -             | 0             | 0             | 0             | 0             | -             | -                    | 0                    | 0                    | 0                    | 0                    | -                    | 76     | 25     | 18     | 33     |
| 1956                 | Inter                | Serie A              | 22     | 10    | 6      | 6      | Bronzová medaile | -             | 0             | 0             | 0             | 0             | -             | -                    | 0                    | 0                    | 0                    | 0                    | -                    | 22     | 10     | 6      | 6      |
| 1957                 | Inter                | Serie A              | 4      | 1     | 0      | 3      | 5. místo         | -             | 0             | 0             | 0             | 0             | -             | Vel.P                | 4                    | 2                    | 1                    | 1                    | -                    | 8      | 3      | 1      | 4      |
| Celkem za Inter      | Celkem za Inter      | Celkem za Inter      | 74     | 33    | 13     | 28     | -                | -             | 0             | 0             | 0             | 0             | -             | -                    | 4                    | 2                    | 1                    | 1                    | -                    | 78     | 35     | 14     | 29     |
| Celkově              | Celkově              | Celkově              | 171    | 71    | 32     | 68     | -                | -             | 0             | 0             | 0             | 0             | -             | -                    | 4                    | 2                    | 1                    | 1                    | -                    | 175    | 73     | 33     | 69     |

### Reprezentační
| Rok    | Národní tým | Soutěž  | Umístění | Statistika | Statistika | Statistika | Statistika | Poznámka |
| Rok    | Národní tým | Soutěž  | Umístění | Zápasy     | Výhry      | Remízy     | Prohry     | Poznámka |
| ------ | ----------- | ------- | -------- | ---------- | ---------- | ---------- | ---------- | -------- |
| 1952   | Itálie      | OH 1952 | 1. kolo  | 2          | 1          | 0          | 1          |          |
| Celkem | Celkem      | Celkem  | Celkem   | 2          | 1          | 0          | 1          |          |

## Trenérské úspěchy

### Reprezentační
- 1x na OH (1952)